# C&A (wielerploeg)
C&A was een Belgische wielerploeg die een seizoen bestond in 1978. De ploeg werd opgericht door en rondom Eddy Merckx.

## Geschiedenis
Nadat een overeenkomst met Fiat France afsprong moest Merckx opnieuw op zoek naar sponsors voor een ploeg. In eerste instantie zou scheermesjesfabrikant Wilkinson dienen als sponsor maar zij haakten uiteindelijk af. Maar nadat al verschillende renners bij Merckx persoonlijk hadden getekend besloot hij uit te komen als Fietsen Eddy Merckx. Uiteindelijk vond Merckx eind januari 1978 wel een sponsor in de Belgische vestiging van het Nederlandse warenhuisketen C&A. Op 19 maart 1978 na de Omloop van het Waasland besloot Merckx te stoppen met koersen na aanhoudende klachten rondom zijn gezondheid, op 18 mei 1978 gaf hij een persconferentie. Aan het einde van het seizoen stopte de ploeg met bestaan.

## Overwinningen
5e etappe Ronde van de Middellandse Zee: Guido Van Calster
4e etappe Ronde van België: Jacques Martin
Brabantse Pijl: Marcel Laurens
Luik-Bastenaken-Luik: Joseph Bruyère
Omloop van Oost-Vlaanderen: Guido Van Calster
Tour du Condroz: Joseph Bruyère
3e etappe Critérium du Dauphiné Libéré: Jacques Martin
Omloop van Wallonië: Walter Planckaert
1e etappe deel B Ronde van Frankrijk: Walter Planckaert
Proloog Ronde van Nederland: Walter Planckaert
GP Lucien Van Impe: Walter Planckaert

### Resultaten in grote rondes
| Jaar | Ronde van Italië   | Ronde van Italië | Ronde van Frankrijk | Ronde van Frankrijk         | Ronde van Spanje   | Ronde van Spanje |
| Jaar | hoogste klassering | etappewinst      | hoogste klassering  | etappewinst                 | hoogste klassering | etappewinst      |
| ---- | ------------------ | ---------------- | ------------------- | --------------------------- | ------------------ | ---------------- |
| 1978 | geen deelname      | geen deelname    | 4e Joseph Bruyère   | Etappe 1b Walter Planckaert | geen deelname      | geen deelname    |